# Oprechtice (Zahořany)
Oprechtice jsou vesnice, část obce Zahořany v okrese Domažlice v Plzeňském kraji. Nachází se asi 2,5 kilometru východně od Zahořan. Je zde evidováno 76 adres. V roce 2011 zde trvale žilo 138 obyvatel.
Oprechtice leží v katastrálním území Oprechtice na Šumavě o rozloze 4,23 km².

## Historie
První písemná zmínka o vesnici pochází z roku 1434. V té době zde sídlil drobný šlechtic Jan Vichr. Místo tvrze není dosud známo. Později byla ves připojena k panství Nový Herštejn. V 18. století se ves opět stala sídlem drobných šlechticů. Sídlili v malých dvorech podobných poddanským.

## Obyvatelstvo
| Rok            | 1869 | 1880 | 1890 | 1900 | 1910 | 1921 | 1930 | 1950 | 1961 | 1970 | 1980 | 1991 | 2001 | 2011 | 2021 |
| -------------- | ---- | ---- | ---- | ---- | ---- | ---- | ---- | ---- | ---- | ---- | ---- | ---- | ---- | ---- | ---- |
| Počet obyvatel | 386  | 431  | 408  | 403  | 393  | 368  | 355  | 225  | 214  | 188  | 145  | 111  | 121  | 138  | 151  |
| Počet domů     | 57   | 64   | 62   | 69   | 68   | 68   | 70   | 73   | 65   | 57   | 50   | 51   | 57   | 57   | 63   |

## Obecní správa
Při sčítání lidu v letech 1850–1984 Oprechtice byly samostatnou obcí v okrese Domažlice. Od 1. ledna 1985 jsou částí obce Zahořany v okrese Domažlice. V letech 1850–1959 k obci patřil Úlíkov.

## Galerie

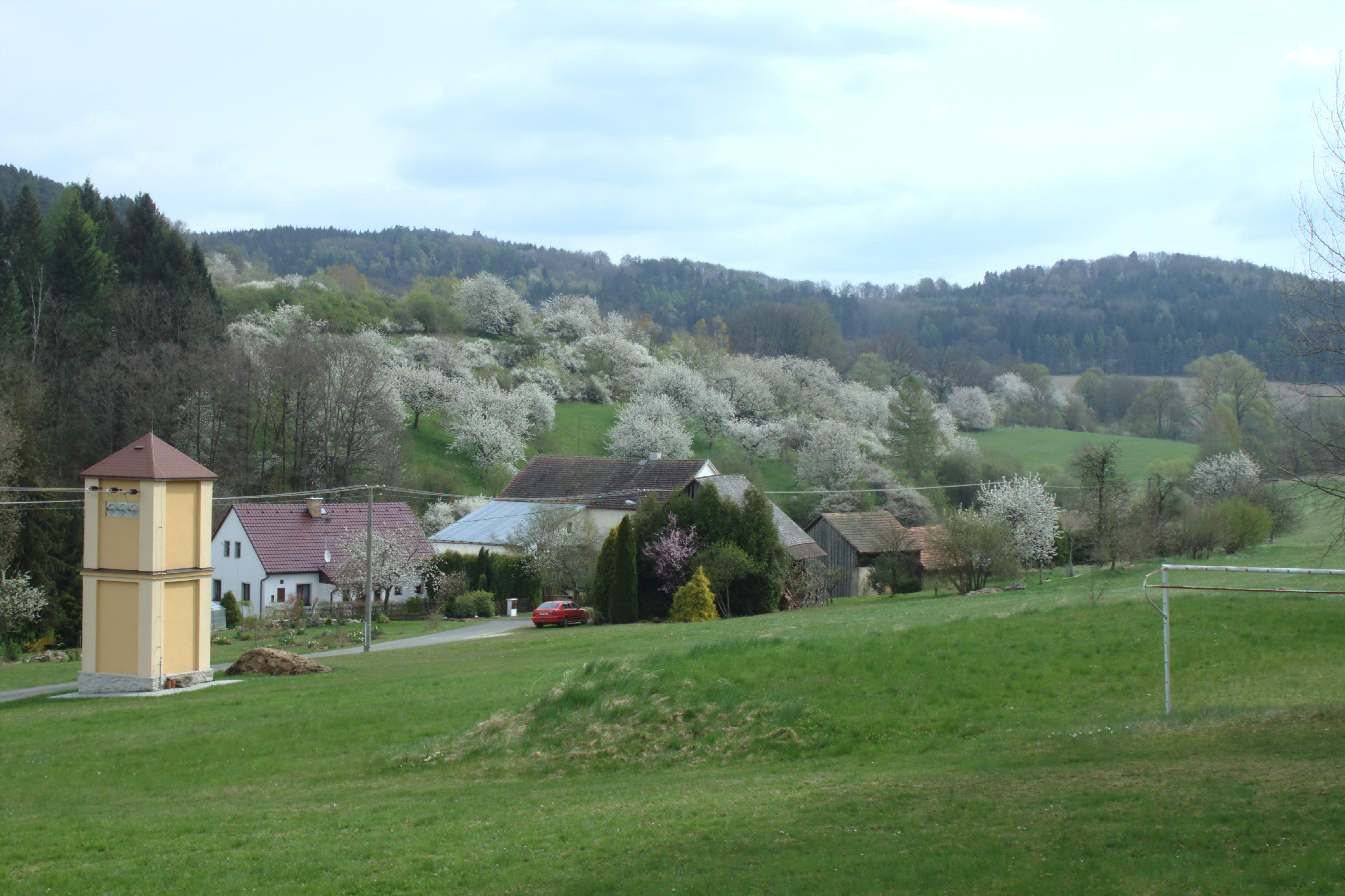
pohled na ves a údolí
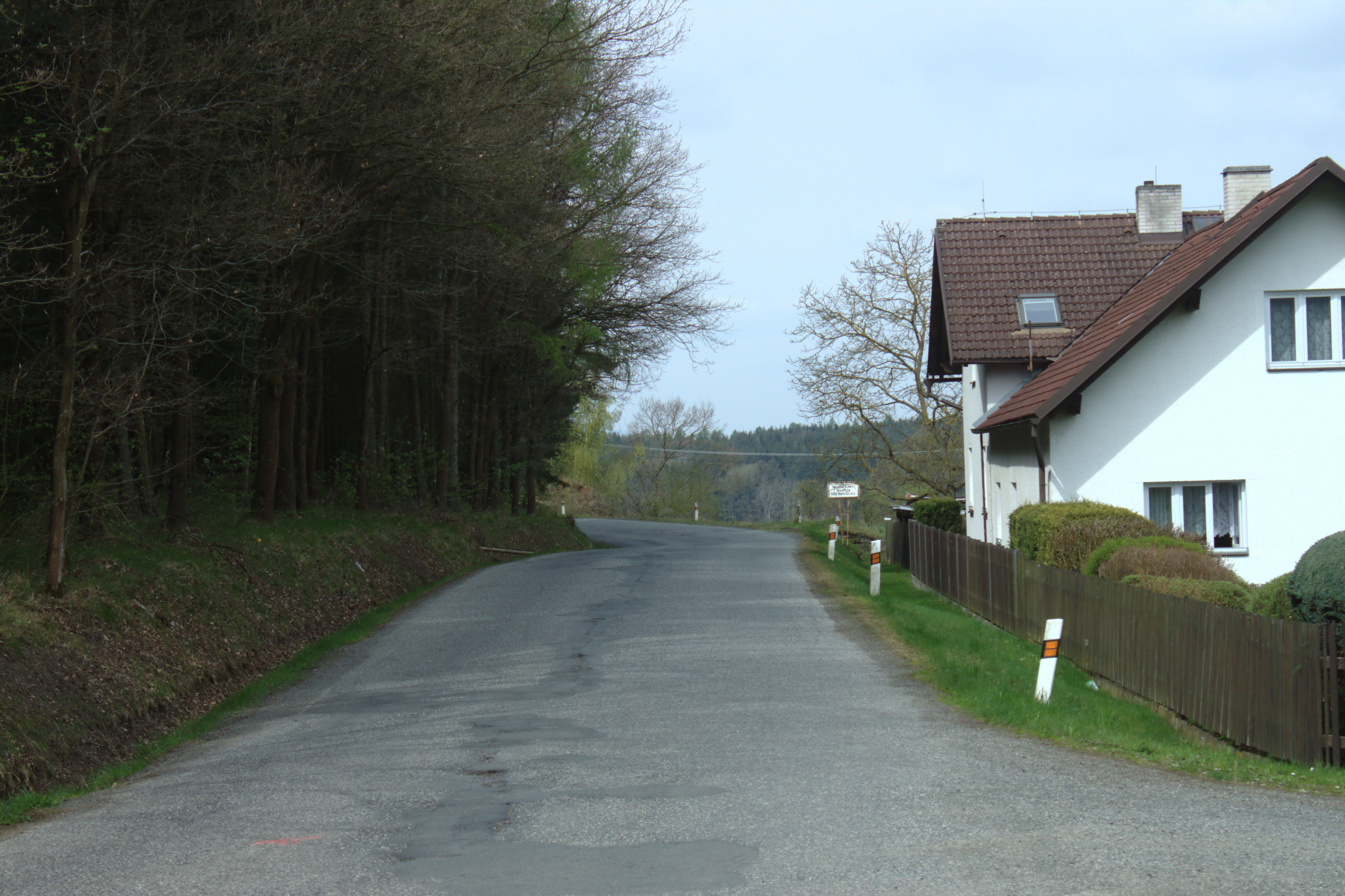
hlavní silnice
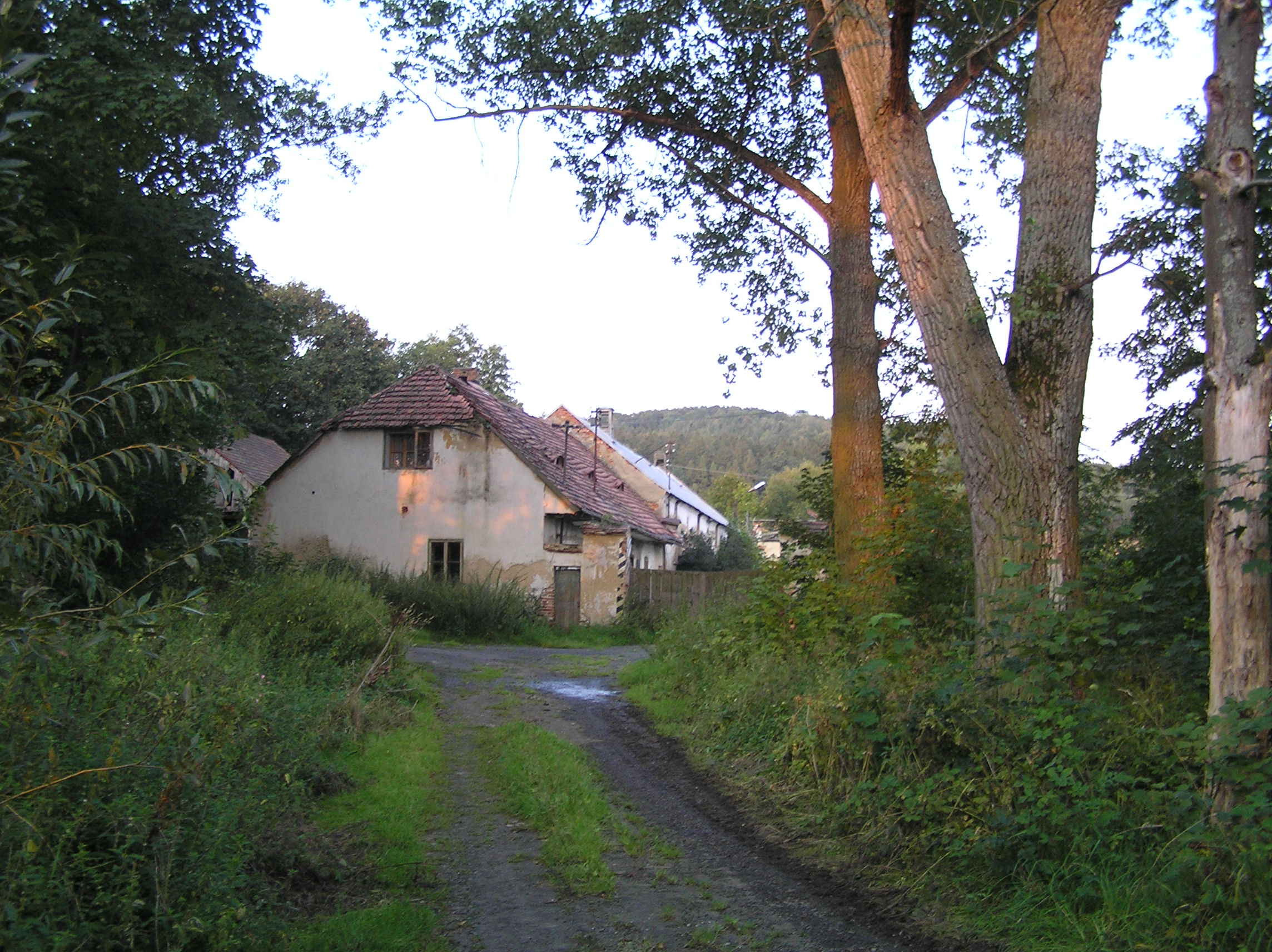
dvůr Prudice
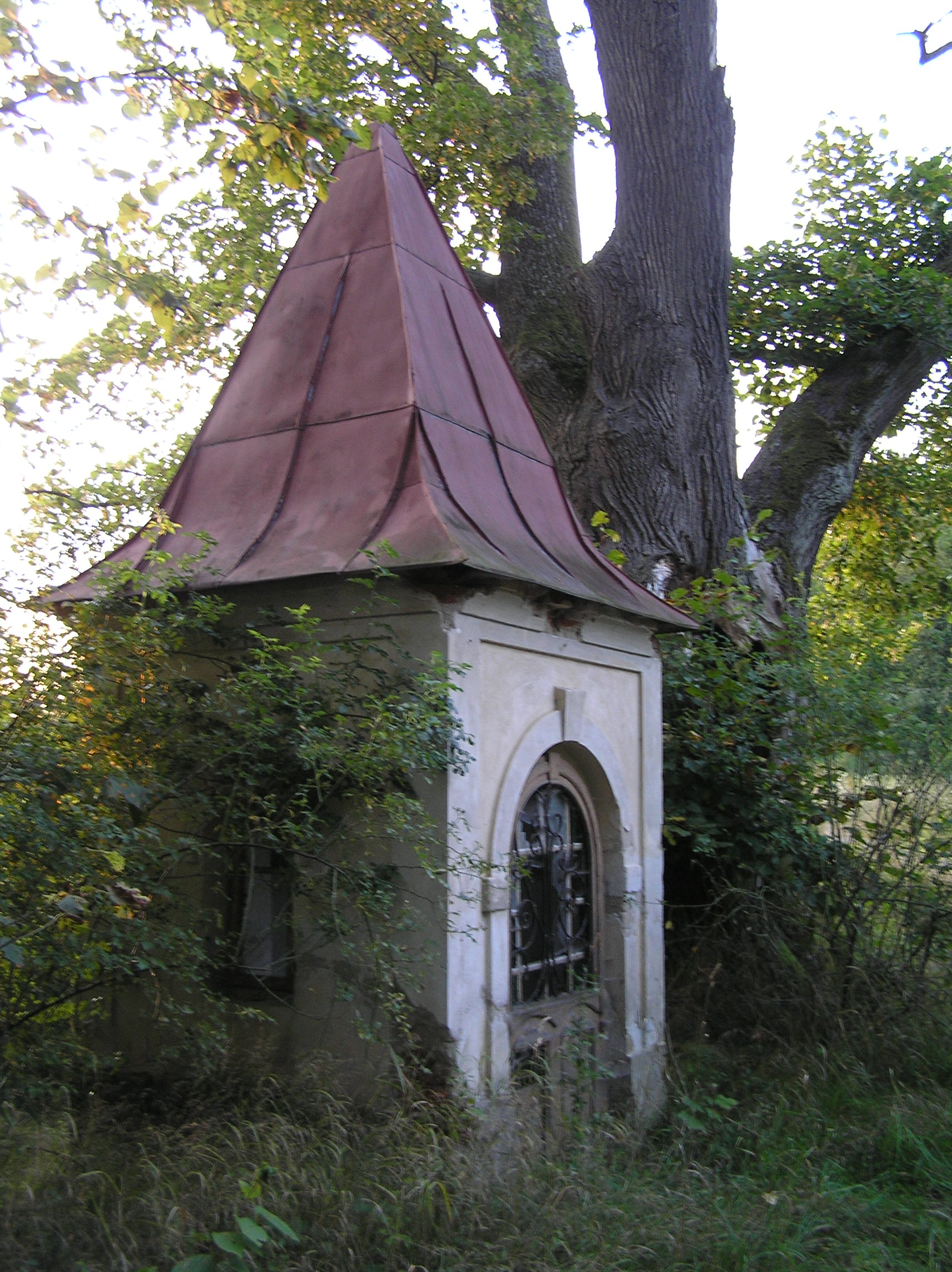
kaplička u prudického dvora